# Christian Selmer
Christian August Selmer, född den 16 november 1816 i Fredrikshald, död den 1 september 1889 på Bygdö vid Kristiania, var en norsk politiker, dotterson till Joachim Christian Vibe.

## Biografi
Selmer blev juris kandidat 1842, sakförare i Drammen 1850, byfogde där 1862, representerade sin stad i stortinget 1871-74 och ansågs där vara ett av den konservativa regeringens bästa stöd. Den 29 juli 1874 blev han dennas justitieminister och den 1 november 1880 efter Frederik Stang statsminister och ledare för regeringspartiet vid dess motstånd bland annat mot parlamentarismens införande (statsrådssaken).
Sanktionsvägran samma år på stortingets för tredje gången rörande denna angelägenhet oförändrat fattade beslut gav signal till den stora kampen om konungamaktens absoluta veto i grundlagsfrågor. Härtill kom de följande åren flera andra tvistepunkter, vid vilkas dryftande stortinget tyckte sig kränkt i sina författningsenliga rättigheter, varför det ansåg riksrättens mellankomst av behovet påkallad för att få dessa frågor avgjorda.
Hela ministären åtalades, och Selmer dömdes 27 februari 1884 till ämbetets förlust och dryga böter. Kungen protesterade i ett diktamen mot domens giltighet, men ställde sig den till efterrättelse, och utfärdade en resolution den 11 mars samma år, i enlighet med vilken Selmer lämnade sin ställning som statsminister. Kort därpå blev han konstituerad som generalauditör.